# ステファヌス2世 (ローマ教皇)
ステファヌス2世（ステファヌス2せい）と呼ばれることがあるローマ教皇は2人存在する。「ステファヌス」の名を持つ教皇の代数に関する歴史的経緯はステファヌス (教皇選出者)#「教皇ステファヌス」とその代数を参照。
1. ステファヌス2世 (教皇選出:752年)→即位する前に死去したため、現在は正式な教皇に数えられていない。ステファヌス (教皇選出者) を参照。
2. ステファヌス2世 (在位:752年-757年)→ステファヌス2世 (3世)とも書かれる。

本項では、現在教皇庁および『教皇庁年鑑』が正式に認めている、757年に没した人物について扱う。
ステファヌス2世（Stephanus II、715年 - 757年4月26日）は、第92代ローマ教皇（在位752年 － 757年）。

## 概要
752年、先に教皇に選出されていたステファヌスの急死の後、教皇に選出された。

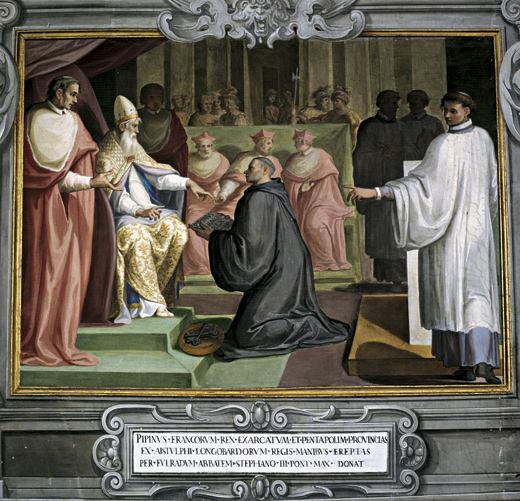
ピピンの寄進

ランゴバルド族によりラヴェンナが奪われ、ローマが侵略されると、ステファヌス2世はフランク王国国王ピピン3世に救援を求めた。ピピンは2度の戦いによりランゴバルド族を破り、奪還したラヴェンナをステファヌス2世に献上した。これがいわゆる「ピピンの寄進」であり、後の教皇領のもとになった。